# Морзум
Морзум (нем. Morsum, с.-фриз. Muasem) — деревня на острове Зильт в Северном море в районе Северная Фризия в федеральной земле Шлезвиг-Гольштейн, Германия. Сегодня Морзум входит в общину Зильт. Морзум расположен недалеко от важного с точки зрения науки геотопа: утёса Морзум и начала дамбы Гинденбурга, соединяющей Зильт с материком.

## Этимология
Название Морзум происходит от «поселение Мар».

## История

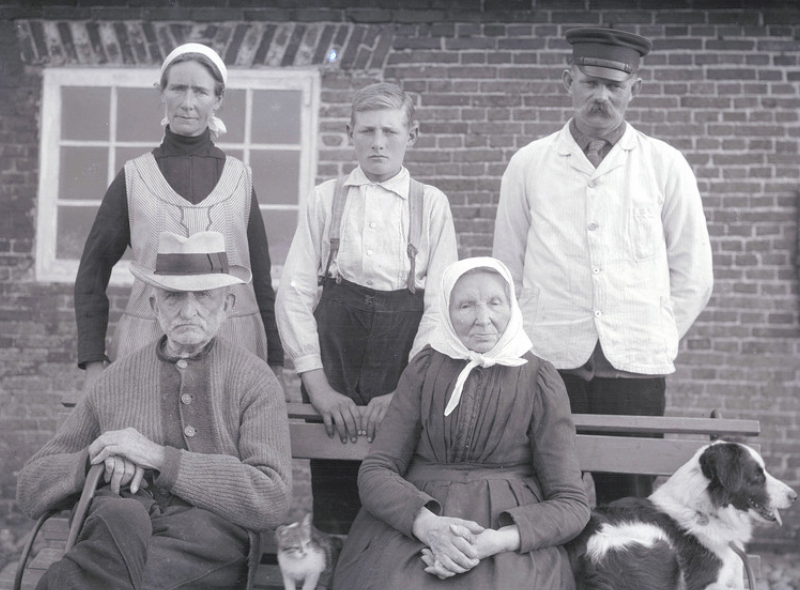
Портрет одной из крестьянских семей Морзума, 1926 год

Морзум впервые упоминается в документе 1462 года (Процентная книга Шлезвигской епархии). До XIX века он был самой густонаселённой деревней на Зильте. В 1695 году в Морзуме было 118 облагаемых налогом жилищ. Дом для школы был построен в 1705 году. В 1927 году Морзум был соединён с железной дорогой на линии Нибюлль-Вестерланд.

## География
Морзум — это кольцевая деревня, расположенный на берегу Ваттового моря на острове Зильт. Морзум — самая восточная деревня на Зильте и состоит из деревень Аборт (нем. Abort, с.-фриз. Abuurt), Гросс-Морзум (нем. Groß-Morsum, с.-фриз. Gurtmuasem, дат. Store Morsum), Кляйн-Морзум (нем. Klein-Morsum, с.-фриз. Litjmuasem, дат. Lille Morsum), Хольм (нем. Holm, с.-фриз. Holerem, дат. Holmen), Клампсхёрн (нем. Klampshörn, с.-фриз. Klaampshörn, дат. Klaphjørne), Нёссе (нем. Nösse, с.-фриз. Nösi, дат. Næsodde), Остерэнде (нем. Osterende, с.-фриз. Uasterjen, дат. Østerende), Шеллингхёрн (нем. Schellinghörn, с.-фриз. Skelinghörn, дат. Skellinghjørne) и Валль (нем. Wall, с.-фриз. Wal, дат. Vold). Общая площадь составляет около 1164 га. Морзум расположен на переходе между высокогорным районом и низменностями, которым до строительства Нёсседайха в 1936/37 году постоянно угрожали наводнения. К северо-востоку от деревни находится утёс Морзум.

## Демография
В Морзуме проживает около 1160 жителей (на 2013 год). Многие из них используют местный зильтский фризский диалект, который более распространён в Морзуме, чем в других частях острова.

## Экономика
В Морзуме сельское хозяйство всегда играло более важную роль, чем в других деревнях Зильта. Сегодня, как и везде на Зильте, туризм является доминирующей отраслью экономики. С 1958 года Морзум имеет статус климатического курорта. Здесь расположено много традиционных домов ютландско-фризской архитектуры, в деревне обосновалось множество ремесленников и портных.

## Достопримечательности

### Церковь Святого Мартина

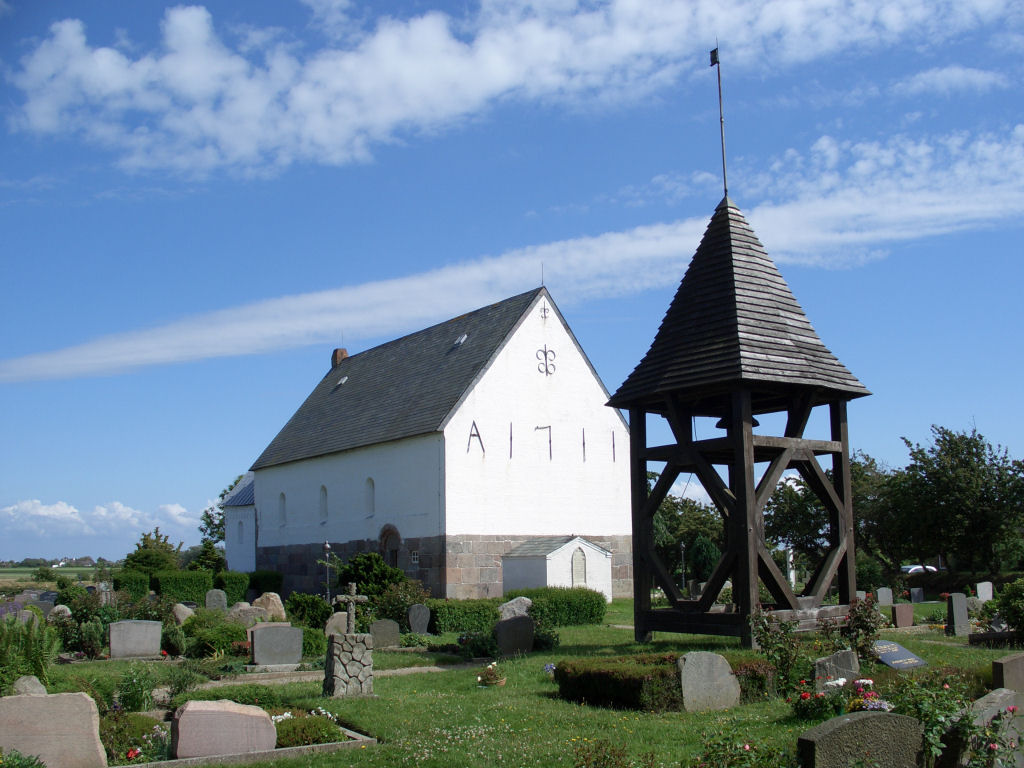
Церковь Святого Мартина

Романская церковь Святого Мартина расположена немного за пределами центра деревни, на небольшом возвышении среди низменности. Она была построена в начале XIII века и, таким образом, вместе со церковью Святого Северина в Кайтуме является одной из старейших сохранившихся церковных зданий на Зильте. Во время Тридцатилетней войны церковь превратили в укреплённую. У церкви нет шпиля или башни. Деревянная колокольня отделена от здания церкви и находится во дворе рядом с кладбищем.
В церкви Святого Мартина есть купель XIII века и дубовая кафедра XVII века.
Сегодня церковь Святого Мартина принадлежит протестантской конфессии, а именно лютеранам.

### Утёс Морзум

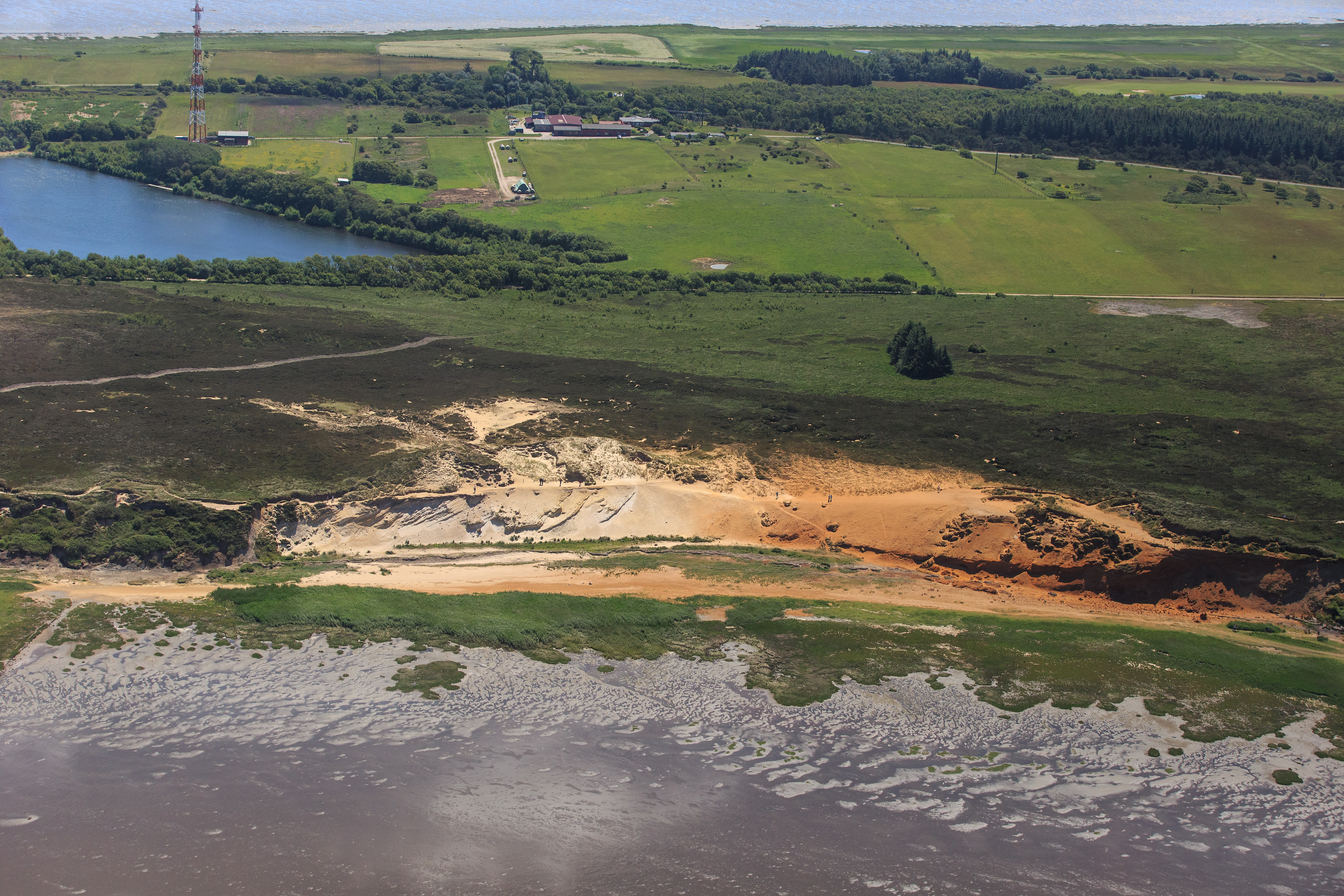
Утёс Морзум

Утёс Морзум называют «одним из важнейших геологических памятников Германии». Он тянется примерно на 1,8 км вдоль северо-восточного побережья и поднимается на высоту до 21 метра. Утёс состоит из различных слоёв почвы:
- серо-чёрный глиммертон, возраст от 5 до 7 миллионов лет, включая окаменелости, таких существ как улитки, мидии и крабы
- красноватый лимонит возрастом от 4 до 5 миллионов лет
- белый каолиновый песок, отложившийся здесь 2-3 миллиона лет назад и содержащий окаменелые кораллы, морские лилии и губки (погибшие около 500 миллионов лет назад).

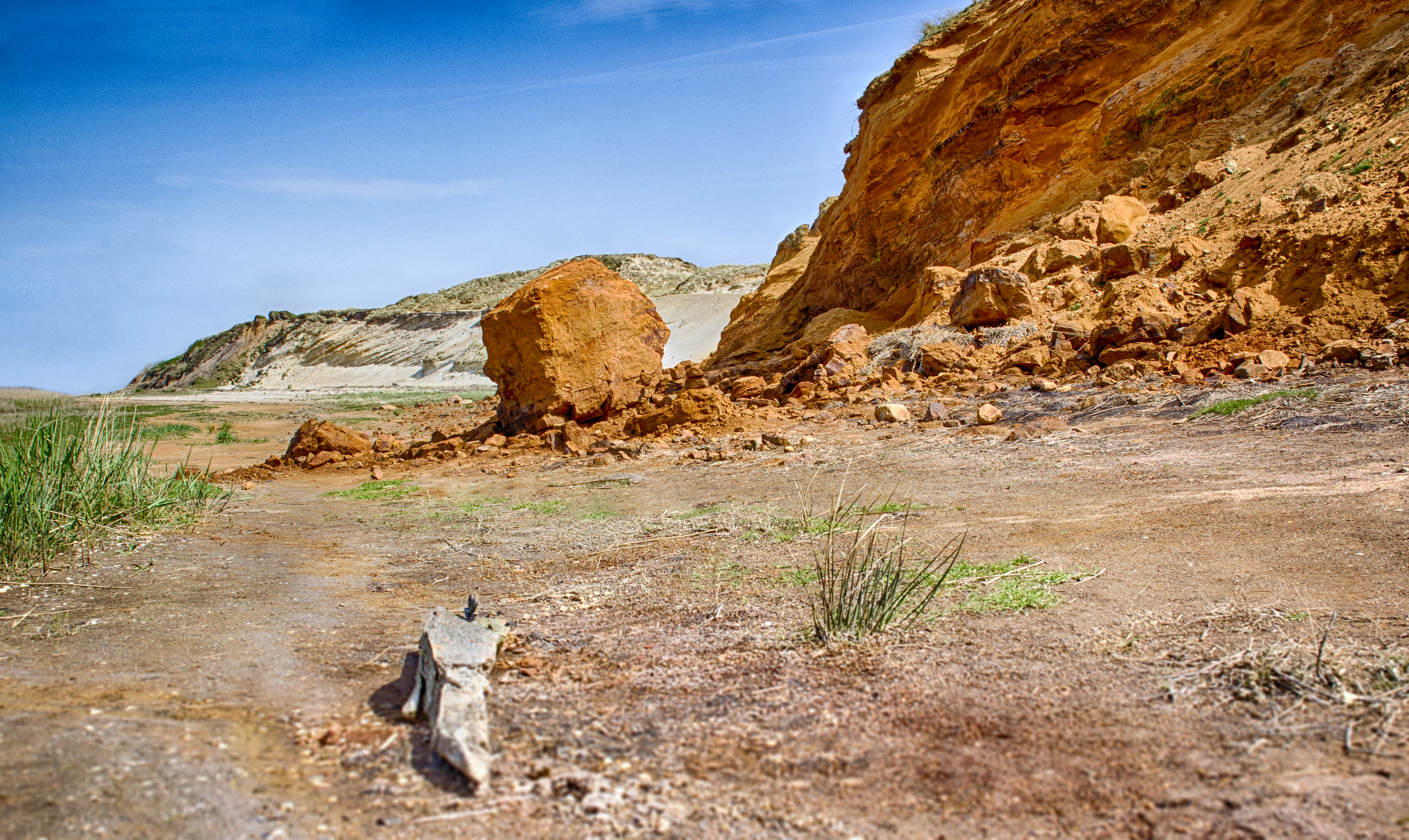
Ландшафты утёса Морзум

Эти три слоя изначально располагались друг на друге, но около 15 000 лет назад во время ледникового периода они были сжаты и сложены ледниковой активностью, так что теперь местами они располагаются горизонтально рядом друг с другом.
Утёс и прилегающая к нему территория (около 43 га), стали заповедником с 1923 года. Это помешало запланированному использованию песчаных отложений при строительстве дамбы Гинденбурга. В 2006 году утёс был объявлен национальным геотопом.
В прошлом было несколько попыток заминировать обрыв. В 1870-х Людвиг Мейн купил местную собственность, чтобы управлять железным рудником. Он планировал использовать горные отложения при строительстве дороги на материк. Однако почва не содержала достаточного количества железной руды для реализации этого плана. В 1930-х годах нацистское правительство проявило интерес к местным месторождениям железной руды, но к началу Второй мировой войны тщательных разведок и оценок запасов не проводилось. Ещё одна попытка была предпринята в 1950-х годах, когда предприятия искали поставки редких руд, таких как титан, для возрождающейся экономики Германии.
В настоящее время утёсу угрожает эрозия, усугубляемая туристами или охотниками за окаменелостями, покидающими обозначенные для хождения тропы.

### Другие достопримечательности
В окрестностях Морзума находится большое количество доисторических курганов и других памятников. Кроме того, на территории Морзума находится единственный сохранившийся курган на Зильте, относящийся к эпохе викингов.
Эти памятники составляют «самый крупный курган в Германии» и включают курганы бронзового века, известные как Мунхуг и Маркманнхуг.

## Руководство
В результате реформы 1970 года Морзум стал частью вновь созданной общины Зильт-Ост. До этого деревни, которые сейчас входят в Морзум, принадлежали округу общины Морзум. 1 января 2009 года Зильт-Ост был объединён с Рантумом и городом Вестерланд. На отдельных референдумах в 2008 году Вестерланд (подавляющее большинство) и Зильт-Ост (относительное большинство) согласились на слияние в мае 2008 года. Рантум вскоре последовал их примеру. В сентябре 2008 году был подписан договор о слиянии.
Морзум теперь является округом общины Зильт. С 1 мая 2015 года главой общины является Николас Хэккель.

## Инфраструктура

### Транспорт

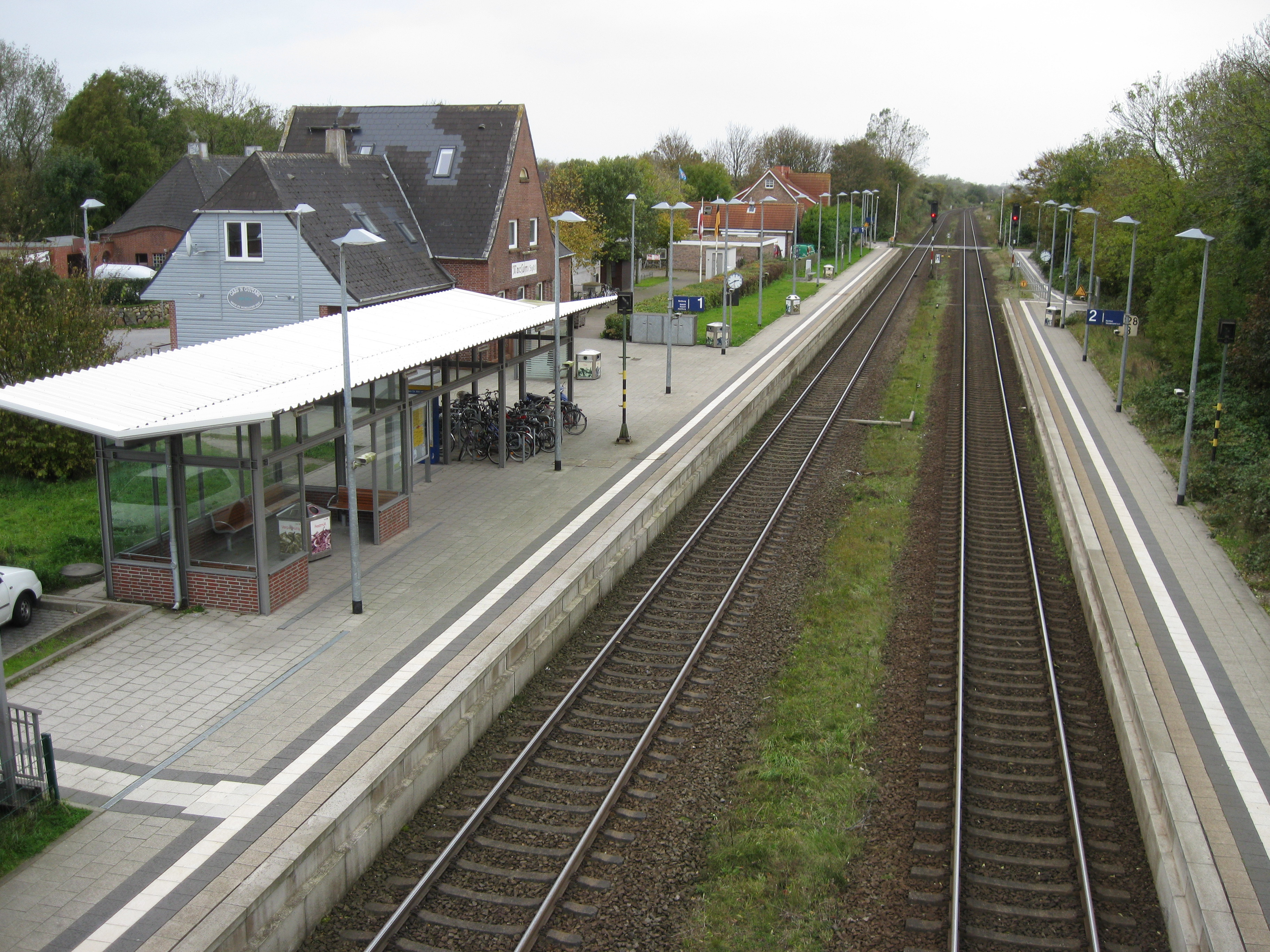
Железнодорожная станция Морзум

В Морзуме есть железнодорожная станция на линии между Вестерландом и Нибюллем. Однако поезда дальнего следования и Sylt-Shuttle на ней не останавливаются. Но местные рейсы Nord-Ostsee-Bahn останавливаются на станции Морзум. Таким образом, есть прямые рейсы, например, в Гамбург-Альтону, Хузум или Нибюлль.
Морзум — это место, где дамба Гинденбурга и её железнодорожная линия соединяют остров Зильт с материком.
Дорога K117 соединяет Морзум с Кайтумом и Вестерландом. Sylter Verkehrsgesellschaft осуществляет руководство автобусными перевозками, которые являются очень востребованными на острове.

### Другое
Общественная телекомпания NDR использует 80-метровую радиоантенну (Sender Morsum), располагающуюся за пределами деревни.